# Symphurus varius
Symphurus varius es una especie de pez de la familia Cynoglossidae en el orden de los Pleuronectiformes.

## Distribución geográfica
Se encuentran al este del Pacífico (Islas Cocos y  Galápagos).